# FFI

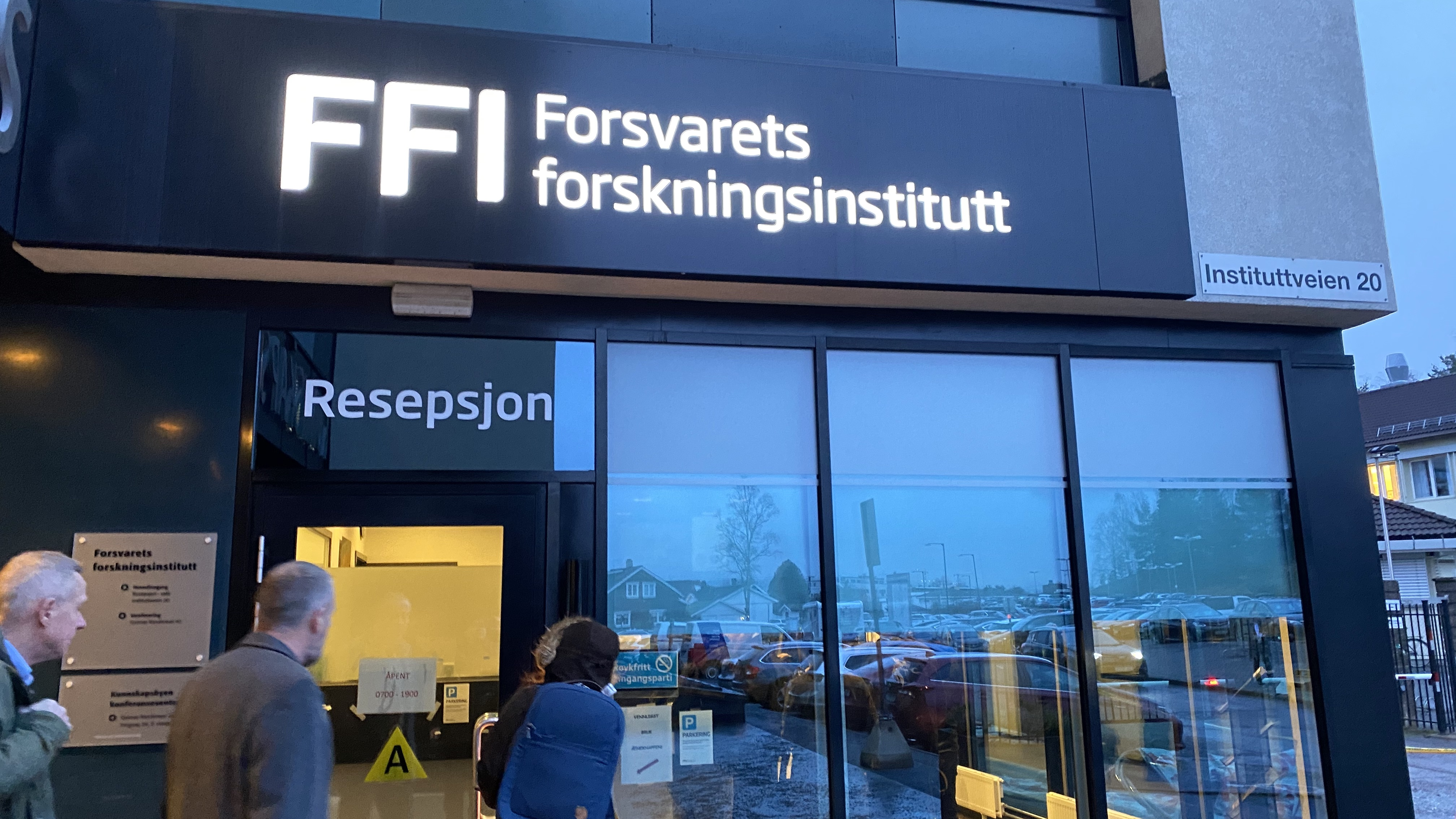
FFI

Логотип FFI

Інститут оборонних досліджень (Forsvarets forskningsinstitutt – FFI)  — норвезька установа оборонних досліджень.

## Опис
FFI було створено 1946 року. Загальна кількість персоналу налічувала 714 осіб, з них 360 науковців та інженерів. Основна будівля інституту розташована у Х'єллері (норв. Kjeller) поблизу м. Ліллестрем у Норвегії, в 25 км на північний схід від Осло.
FFI проводить наукові дослідження в інтересах збройних сил Норвегії та надає експертні поради військово-політичному керівництву країни. Зокрема, його завдання полягає в тому, щоб відслідковувати досягнення в галузі науки та військових технологій, які можуть вплинути на вихідні засади, на яких базується норвезька політика безпеки та оборонне планування. Відповідні результати публікуються у періодичних звітах FFI.
Підрозділ інституту військово-морського спрямування (англ. Maritime Systems Division) розташований на території колишньої військово-морської бази Карлюгансверн (норв. Karljohansvern) у Гортені.

## Розробки
- Розвиток цілого ряду комп'ютерів на початку 1960-х років, що врешті-решт призвело до створення Norsk Data[en], а також комп'ютерного відділу Kongsberg Våpenfabrikk
- Розроба разом з Kongsberg Defence & Aerospace протикорабельної ракети «Пінгвін»
- Розробка радара підповерхневої локації для досліджень Марса з сантиметровим розрізненням та вивчення геологічної структури («Radar Imager for Mars' Subsurface Exploration (RIMFAX)»). Встановлений на марсохід NASA «Персевіренс» (англ. Perseverance) у 2020 р.[8]
- Інтеграція технології доповненої реальності у бронетехніку сухопутних військ

## Директори інституту
- Фредрік Меллер[en] (1946—1957)
- Фінн Лієд (1957—1983)
- Erik Klippenberg (1983 — 31 березня 1993)
- Nils Holme[no] (1 квітня 1993 — 30 листопада 2001)
- Paul Narum (1 грудня 2001 — 5 травня 2012)
- Юн-Мікал Стердал[no] (з травня 2012)

## Дослідники
- Brynjar Lia[en]
- Torleiv Maseng[en]
- Thomas Hegghammer
- Einar Østevold

## Колишні дослідники
- Фредрік Меллер[en]
- Юн Крістен Скуґан[en]
- Пол Спіллінґ[en]